# Kazuhiro Suzuki
Kazuhiro Suzuki (鈴木 和裕?, Suzuki Kazuhiro; Tokyo, 16 novembre 1976) è un ex calciatore giapponese, di ruolo difensore.